# Белятино (Тверская область)
Белятино — деревня в Фировском районе Тверской области. Относится к Великооктябрьскому сельскому поселению.

## География
Деревня расположена в 21 километре к югу от районного центра Фирово.

## Население
| 2010 |
| ---- |
| 17   |

Население по переписи 2002 года — 18 человек.
Согласно результатам переписи 2002 года, в национальной структуре населения русские составляли 94 % от жителей.

## История
Входила в состав Стакропасонской волости Вышневолоцкого уезда. В 1859 году в деревне 21 двор, 140 жителей. По данным 1886 года в деревне 48 дворов, 265 жителей.